# Budweiser Grand Prix 1990
Budweiser Grand Prix 1990 var ett race som var den sjunde deltävlingen i PPG IndyCar World Series 1990. Racet kördes den 8 juli på Burke Lakefront Airport. 1988 års mästare Danny Sullivan närmade sig toppförarna i mästerskapet, tack vare hans första seger för säsongen. Al Unser Jr. tvingades bryta tävlingen, och blev av med mästerskapsledningen till Rick Mears, trots att Mears inte blev bättre än åtta. Bobby Rahal slutade tvåa, med Emerson Fittipaldi på tredje plats, och dessa båda tog in poäng på Mears och Unser.

## Slutresultat
| Plats | Förare                | Team                     | Grid | Kvaltid  |
| ----- | --------------------- | ------------------------ | ---- | -------- |
| 1     | Danny Sullivan        | Marlboro Team Penske     | 5    | 1.01,762 |
| 2     | Bobby Rahal           | Galles-Kraco Racing      | 7    | 1.01,989 |
| 3     | Emerson Fittipaldi    | Marlboro Team Penske     | 2    | 1.01,282 |
| 4     | Mario Andretti        | Newman/Haas Racing       | 6    | 1.01,891 |
| 5     | John Andretti         | Porsche Motorsports      | 12   | 1.02,819 |
| 6     | Arie Luyendyk         | Doug Shierson Racing     | 8    | 1.02,080 |
| 7     | A.J. Foyt             | A.J. Foyt Enterprises    | 21   | 1.06,338 |
| 8     | Rick Mears            | Penske Racing            | 1    | 1.01,215 |
| 9     | Mike Groff            | Euromotorsport           | 16   | 1.04,993 |
| 10    | Jeff Wood             | Todd Walther Racing      | 18   | 1.05,859 |
| 11    | Dean Hall             | Dale Coyne Racing        | 22   | 1.06,470 |
| 12    | Tony Bettenhausen Jr. | Bettenhausen Motorsports | 24   | 1.07,400 |
| 13    | Teo Fabi              | Porsche Motorsports      | 9    | 1.02,376 |
| 14    | Pancho Carter         | Leader Cards Racing      | 17   | 1.05,417 |
| 15    | Al Unser Jr.          | Galles-Kraco Racing      | 4    | 1.01,758 |
| 16    | Eddie Cheever         | Chip Ganassi Racing      | 13   | 1.03,359 |
| 17    | Michael Greenfield    | Greenfield Competition   | 20   | 1.06,021 |
| 18    | Scott Goodyear        | Doug Shierson Racing     | 14   | 1.03,647 |
| 19    | Roberto Guerrero      | Patrick Racing           | 19   | 1.06,621 |
| 20    | Raul Boesel           | Truesports Co.           | 11   | 1.02,625 |
| 21    | Randy Lewis           | Dale Coyne Racing        | 25   | 1.08,319 |
| 22    | Scott Brayton         | Dick Simon Racing        | 10   | 1.02,492 |
| 23    | Didier Theys          | Vince Granatelli Racing  | 15   | 1.04,970 |
| 24    | Buddy Lazier          | Hemelgarn Racing         | 23   | 1.07,012 |
| 25    | Michael Andretti      | Newman/Haas Racing       | 3    | 1.01,393 |